# Stormwatch (album d'Evidence)
Pour les articles homonymes, voir Stormwatch.
Albums de Evidence
Red Tape Instrumentals
(2007) The Layover EP
(2008)
Stormwatch est une mixtape du rappeur Evidence, sortie le 22 juin 2007.

## Liste des titres
| No  | Titre                                                               | Durée |
| --- | ------------------------------------------------------------------- | ----- |
| 1.  | Reason for the LP (Intro)                                           |       |
| 2.  | Hot & Cold (featuring The Alchemist)                                |       |
| 3.  | Years in the Making                                                 |       |
| 4.  | Reservation for One                                                 |       |
| 5.  | Meeting Encore (Skit)                                               |       |
| 6.  | Filthy (featuring Encore)                                           |       |
| 7.  | Evolution/Revidence (featuring DJ Revolution)                       |       |
| 8.  | E=MC2 (featuring Mr. Eon)                                           |       |
| 9.  | Working With Defari (Skit)                                          |       |
| 10. | Last Line of Defense                                                |       |
| 11. | Top Prospects (featuring Defari)                                    |       |
| 12. | It's Gonna Pop (featuring The Alchemist & Joe Scudda)               |       |
| 13. | The Most Important Thing Now... (Skit)                              |       |
| 14. | Undisputables                                                       |       |
| 15. | All Said and Done (featuring Kobe)                                  |       |
| 16. | Olde English (Remix) (featuring DJ Babu, Defari & Rakaa Iriscience) |       |
| 17. | Caffeine                                                            |       |
| 18. | Coming Up with Alchemist (Skit)                                     |       |
| 19. | 4th of July (featuring The Alchemist, Prodigy & Big Twin)           |       |
| 20. | Weed vs. Beer                                                       |       |
| 21. | Nightlife                                                           |       |
| 22. | Skyscrapers (featuring DJ Babu & Rakaa Iriscience)                  |       |
| 23. | Getting a Deeper Voice... (Skit)                                    |       |
| 24. | Confidence                                                          |       |
| 25. | Heart Pound                                                         |       |
| 26. | Last Call (featuring Kanye West)                                    |       |
| 27. | Story Behind Last Call... (Skit)                                    |       |
| 28. | Down in New York City                                               |       |
| 29. | Making the Medicine... (Skit)                                       |       |
| 30. | The Medicine (featuring Planet Asia)                                |       |
| 31. | Mr. Slow Flow (Remix)                                               |       |